# Eric de Brabander
Eric Carl de Brabander (Voorburg, 12 maart 1953) is een Curaçaos schrijver, tandarts en wetenschappelijk onderzoeker.

## Biografie
Eric de Brabander is een zoon van een Nederlands-Zweedse vader die tandarts was en een Nederlandse moeder. Hij werd in het Nederlandse Voorburg geboren, in een gezin dat uit acht broers en zussen zou bestaan. Door zakelijke belangen in Colombia van zijn grootvader van vaderskant kwam het gezin op Curaçao terecht, alwaar De Brabander opgroeide en naar de Radulphus College ging. Op zijn negentiende ging hij naar Nederland voor een studie tandheelkunde in Groningen, welke hij in 1979 afrondde.
Inmiddels getrouwd met kunstenares Ellen Spijkstra en met wie hij twee kinderen zou krijgen, verhuisde hij terug naar Curaçao, alwaar hij in het oude stadsdeel Otrobanda van Willemstad een tandartspraktijk begon.
In de jaren tachtig schreef hij zich in voor een wetenschappelijke studie aan de University of Rochester in New York waar hij ook onderzoek deed.
In 1987 vestigde De Brabander zich definitief op Curaçao en zette hij op het adres waar hij eerder was begonnen zijn tandheelkundige praktijk met collega's voort. Jarenlang wisselde hij een zestal weken in de zomer zijn praktijk met die van een collega aan de Keizersgracht in Amsterdam.

## Wetenschappelijk onderzoek
Eind jaren negentig werd De Brabander benaderd door de Universiteit van Groningen met het verzoek of hij eindejaarsstudenten wilde begeleiden met hun wetenschappelijke eindscriptie. Dit leidde tot een onderzoek naar de gebitsgezondheid op Curaçao, de hieruit voortgekomen aanbevelingen werden volgens De Brabander echter niet opgepakt door de politiek.
De Brabander heeft zich tijdens zijn professionele carrière hard gemaakt voor het behoud van science based medicine en richtte Skèptiko op, een platform van op Curaçao in de gezondheidszorg werkende professionals, vergelijkbaar met de Nederlandse Vereniging tegen de Kwakzalverij.

## Schrijverschap
Rond de eeuwwisseling begon De Brabander met schrijven en in 2009 debuteerde hij met de roman Het hiernamaals van Dona Lisa, welk direct op de longlist van de Libris Literatuur Prijs verscheen. Hierna volgden diverse romans en verhalenbundels. Zijn tweede boek, Hot Brazilian Wax (2011), is een aanklacht tegen de Curaçaose kwakzalverij, naar aanleiding van, in zijn woorden, "een stel kwakzalvers" die via het Curaçaos parlement grip kreeg op de uitvoering van de gezondheidszorg en daarbij onder andere de fluoridering van drinkwater afschafte. Dit terwijl het wetenschappelijk aangetoond zou zijn dat drinkwaterfluoridering zeer effectief is en kostenbesparende cariëspreventie in ontwikkelingslanden belangrijk zijn.
Tevens was hij hoofdschrijver van twee kinderboeken in het Nederlands en Papiaments die uitgegeven werden door De Orde van den Prince, dit ter bevordering van de Nederlandse taal in het Caribisch gebied. De roman Het dilemma van Otto Warburg (2016) werd door de Belgische recensievereniging en het boekenblog Ansiel uitgeroepen tot een van de vier beste romans van dat jaar. Zijn werk, waarin historie een belangrijke component vormt, wordt beschreven als magisch-realistisch.
De Brabander is tevens recensent van het Antilliaans Dagblad. Essays van hem verschenen in de Volkskrant, het Antilliaans Dagblad en de Amigoe di Curaçao.

### Essays
- Het weerleggen van grenzen. Wetenschap, context en pragmatisme, in Nederlands Tijdschrift tegen de Kwakzalverij (2014/1)[16]
- "Feiten en fictie in de Curaçaose roman" (transcript van presentatie), in Liesbeth Echteld, Eric Mijts, Wim Rutgers, Ronald Severing (reds.) (2015) Taalbeleid in het Caribisch Gebied heden en in de nabije toekomst. Willemstad: University of Curaçao[17]
- Moraliteit, de bedelarij om een identiteit en een kluizenaar in de Sierra Nevada, in Caraibisch Uitzicht (23 februari 2017)[18]
- Red de leerstoel voor Caribische literatuur, in de Volkskrant (18 oktober 2020)[19]
- Boeli van Leeuwen: een tropische verrassing, Literatuur Geschiedenis.[20]